# 静岡県立静岡視覚特別支援学校
静岡県立静岡視覚特別支援学校（しずおかけんりつ しずおかしかくとくべつしえんがっこう）は、静岡県静岡市駿河区曲金五丁目にある県立視覚障害特別支援学校。略称は、静視。

## 所在地
- 〒422-8006静岡県静岡市駿河区曲金5-3-30

## 設置学部
- 幼稚部
- 小学部
- 中学部
- 高等部保健理療科

## 歴史・沿革
年代しか書かれていないのは、時期未詳
- 1898年（明治31年）2月7日 - 掛川市紺屋町に東海訓盲院を設立
- 1917年（大正6年）1月15日 - 安倍郡安東村北安東（現・静岡市葵区）に移転
- 1918年（大正7年）7月12日 - 静岡市二番町36番地に移転
- 1919年（大正8年）7月13日 - 財団法人静岡盲唖学校の設立が認可される
- 1924年（大正13年）4月1日 - 静岡市二番町36番地に静岡盲学校、北番町23番地に静岡聾唖学校の設置が認可される
- 1933年（昭和8年）4月1日 - 盲学校と聾唖学校を合併。静岡盲唖学校となり静岡県に移管される
- 1934年（昭和9年）4月1日 - 再び分離して静岡県立静岡盲学校となる
- 1937年（昭和12年）10月19日 - 静岡市曲金1丁目207番地（現在地）に移転
- 2008年（平成20年）4月1日 - 学校名を「静岡県立静岡視覚特別支援学校」に変更
- 2024年 静岡県立静岡南部特別支援学校1階に移転[1]

## アクセス

### バス
- しずてつジャストライン
  - 美和大谷線 　済生会病院前下車　徒歩10分
  - みなみ線 　　済生会病院正面下車 徒歩10分
- 日本平自動車
  - 大谷線 済生会病院東下車 徒歩5分

### 電車
- ＪＲ東海東静岡駅南口　徒歩20分
- 静岡鉄道柚木駅　　　　徒歩10分

## その他
- 寄宿舎を静岡県立静岡聴覚特別支援学校と共同で運用している[要出典]。